# جيم روديل
جيم روديل (بالإنجليزية: Jim Rodwell)‏ هو لاعب كرة قدم بريطاني في مركز الدفاع، ولد في 20 نوفمبر 1970 في لينكن في المملكة المتحدة. لعب مع داغنهام وريدبريدج وروشدين ودايموندز ونادي ألدرشوت تاون ونادي بوسطن يونايتد ونادي تاموورث ونادي دارلنجتون ونادي صباح ونادي فارنبوروه ونادي هدنسفورد تاون وهافانت أند ووترلوفيل.

## وصلات خارجية
- جيم روديل على موقع قاعدة بيانات كرة القدم.إي يو (الإنجليزية)
- جيم روديل على موقع Soccerbase.com (لاعب) (الإنجليزية)